# Шелковистые свиристели
Шелковистые свиристели (лат. Ptiliogonatidae) — семейство воробьиных птиц. 
Распространены в Северной и Центральной Америке от юго-запада США до Панамы. Хорошо развит половой диморфизм, окраска самцов черная или темно-серая, с сильным синим атласным блеском, самки матово-серые или буроватые. Молодые сходны с самками. У всех, за исключением 1 вида, развит стоячий остроконечный хохол. Хвост длинный, крылья закругленные, иногда с белыми «зеркалами», хорошо заметными в полёте. Клюв относительно тонкий и слабый. Придерживаются опушек, мозаичных местообитаний, совершают лишь местные кочевки. Есть данные, что компактное гнездо в развилке ветвей строит преимущественно самец, кладку (2—4 пёстрых яйца) насиживают оба партнёра или только самка. Молодые покидают гнездо через 18—25 дней.

## Классификация
Международный союз орнитологов относит к семейству 4 вида в 3 родах:
- Род Phainopepla S. F. Baird, 1858 — Чёрные свиристели
  - Phainopepla nitens (Swainson, 1838) — Чёрный свиристель
- Род Phainoptila Salvin, 1877 — Чёрно-жёлтые шелкохвостки
  - Phainoptila melanoxantha Salvin, 1877 — Чёрно-жёлтая шелкохвостка
- Род Ptiliogonys Swainson, 1827 [syn. Ptilogonys, orth. var.] — Шёлковые свиристели[3]
  - Ptiliogonys caudatus Cabanis, 1861 — Длиннохвостый шёлковый свиристель
  - Ptiliogonys cinereus Swainson, 1827 — Серый шёлковый свиристель